# Air Nippon
Air Nippon (jap. エアーニッポン株式会社, Eā Nippon Kabushiki gaisha) war eine japanische Regionalfluggesellschaft mit Sitz in Tokio und Basis auf dem Flughafen Tokio-Haneda. Sie war ein Tochterunternehmen der All Nippon Airways.

## Geschichte
Air Nippon wurde im März 1974 mit dem japanischen Namen Nippon Kinkyori Kōkū (日本近距離航空) von den Unternehmen All Nippon Airways, Japan Air Lines und Toa Domestic Airlines gegründet und nahm den Flugbetrieb am 10. Oktober 1974 auf. Die Fluggesellschaft bekam 1987 ihren heutigen Namen. Die Abkürzung „ANK“ kommt vom vollständigen japanischen Namen Air Nippon Kabushiki-gaisha.
Durch die Reorganisation der All Nippon Airways wurden alle nationale Flüge ins System der Muttergesellschaft übertragen. Bis zum April 2004 besaßen Air Nippon und All Nippon Airways unterschiedliche Lackierungen der Flugzeuge und verschiedene IATA-Airline-Codes. Zuletzt hat Air Nippon eine ähnliche Lackierung, die sich nur durch den Schriftzug Air Nippon neben dem ANA-Logo unterschied. Als ein Tochterunternehmen der All Nippon Airways war Air Nippon ein vollständiges Star-Alliance-Mitglied. Einzige Ausnahmen bildeten die Flüge nach Taiwan, die aus politischen Gründen unter dem eigenen IATA-Code „EL“ geflogen wurden und somit nicht zum Allianz-Netzwerk gehörten.
Anfang April 2012 wurde Air Nippon aufgelöst und inklusive ihrer Flugzeuge in die Muttergesellschaft ANA integriert.

## Ziele
Air Nippon flog größtenteils Kurzstrecken und bediente Ziele auf kleinen japanischen Inseln in Kooperation mit den regionalen Flügen der Muttergesellschaft All Nippon Airways. Des Weiteren bestanden Umsteigemöglichkeiten zur Schwestergesellschaft ANA Wings. Das einzige internationale Ziel war der Flughafen Taiwan Taoyuan bei Taipei.

## Flotte

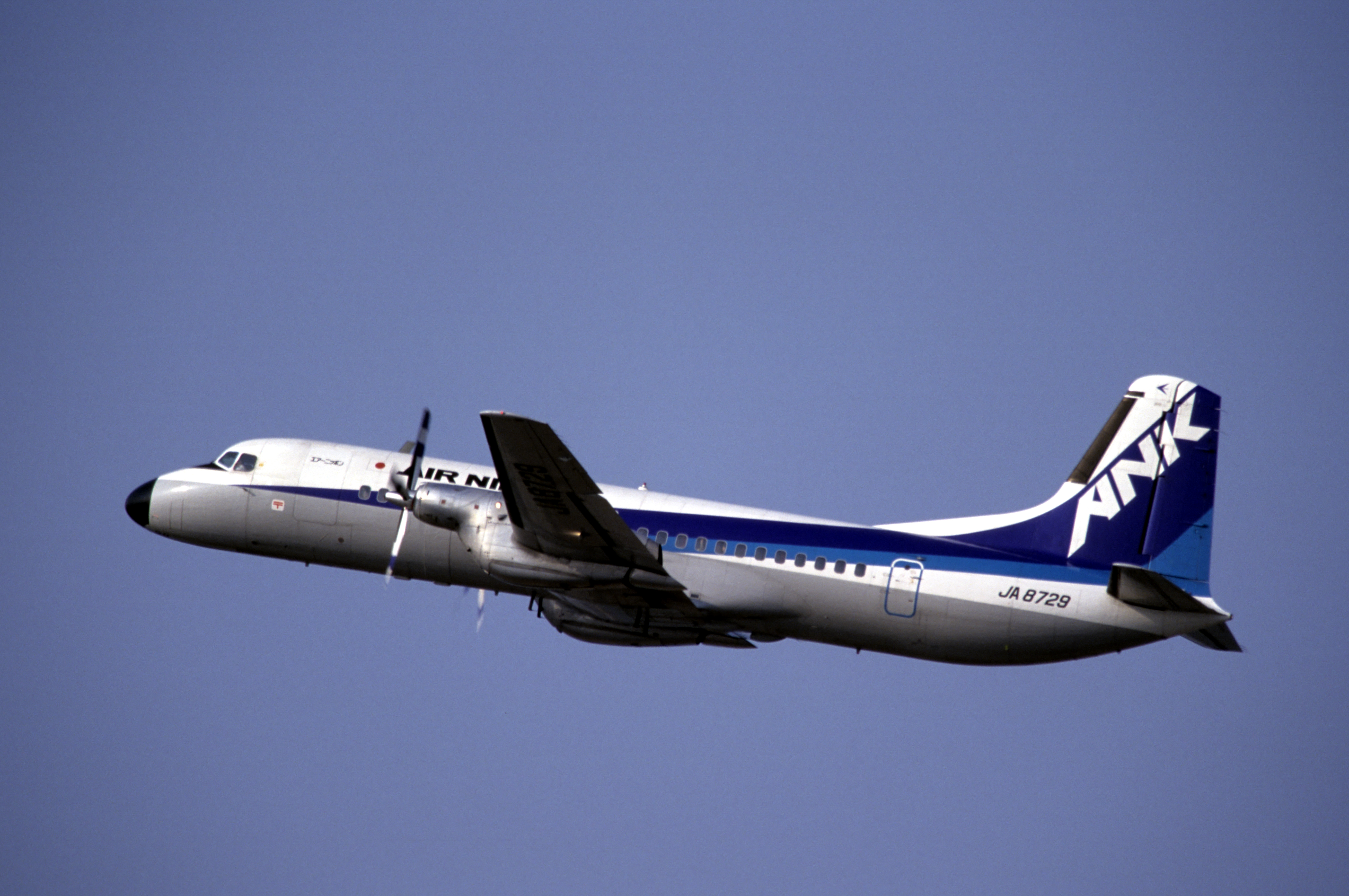
NAMC YS-11 von Air Nippon

Mit Stand März 2012 bestand die Flotte der Air Nippon aus 39 Flugzeugen:
- 03 Boeing 737-500
- 16 Boeing 737-700
- 17 Boeing 737-800
- 03 De Havilland DHC-8-300 (verleast an ANA Wings)

In der Vergangenheit betrieb Air Nippon zudem Flugzeuge der Typen Airbus A320-200, Boeing 737-400 und NAMC YS-11.